# Національний інститут охорони праці (NIOSH)

Емблема Національного інституту охорони праці (NIOSH)

Національний інститут охорони праці (NIOSH) — National Institute for Occupational Safety and Health, NIOSH — федеральна організація в США, яка відповідає за проведення досліджень та вироблення рекомендацій для запобігання профзахворювань та нещасних випадків у виробничих умовах. Інститут входить до складу Центрів з профілактики та стримування захворювань (Centers for Disease Control and Prevention, CDC), що входять до складу Міністерства охорони здоров'я і соціальних служб США. Головне управління знаходиться у Вашингтоні, а дослідні лабораторії та відділення в Цинциннаті (Огайо); Моргантауні (Західна Вірджинія); Піттсбурзі (Пенсильванія); Денвері (Колорадо); Анкориджі (Аляска); Спокені (Вашингтон) і Атланті (Джорджія).

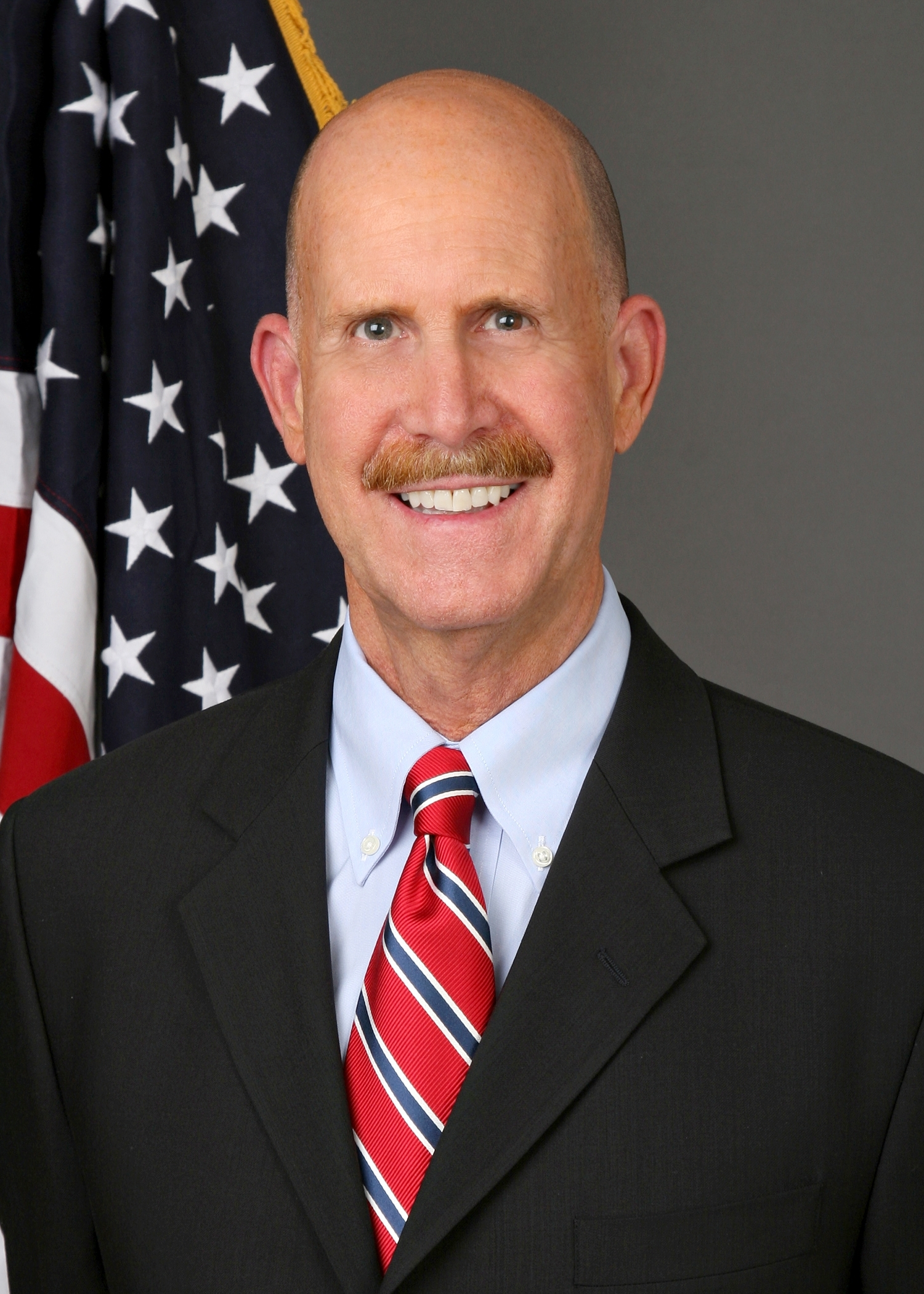
Директор NIOSH Джон Говард

В Інституті є понад 1400 працівників різних спеціальностей, які працюють у різних галузях науки, в тому числі — епідеміології, медицини, медицини праці, промислової безпеки, фізіології, техніки, хімії і статистики.
Директор Інституту — Джон Говард (John Howard).
Підписаний президентом Ніксоном 1970 року Закон про охорону праці (Occupational Safety and Health Act) передбачав створення Інституту, і Управління з охорони праці. Інститут створювався для того, щоби допомогти впровадити безпечні і здорові умови роботи людей за рахунок проведення досліджень, інформування, навчання та тренування (спеціалістів) у сфері медицини праці та промислової безпеки. Інститут забезпечує національне і світове лідерство щодо профілактики профзахворювань, нещасних випадків, інвалідності/непрацездатності та нещасних випадків зі смертельним наслідком у виробничих умовах. За рахунок збирання інформації, проведення наукових досліджень і використання цих знань задля поліпшення якості продукції та послуг.

## Стратегічні завдання
Для виконання поставлених перед Інститутом завдань і розподілу ресурсів, Інститут виконує стратегічний план. Перед Інститутом стоять три взаємопов'язані завдання::
- Проводити дослідження для зменшення числа профзахворювань і нещасних випадків.
- Забезпечення людей безпечними умовами роботи за рахунок втручання, рекомендацій та підвищення компетентності.
- Покращувати безпеку і умови праці в глобальному вимірі завдяки міжнародному співробітництву.

Для вирішення цих завдань Інститут виконує низку програм, розділених на 8 груп за галузями промисловості. Потім ці програми діляться на 24 поперечних сектори.

## Повноваження Інституту
На відміну від свого додаткового двійника — Управління по охороні праці OSHA (Мінпраці) — Інститут не є регулювальною організацією. Він не розробляє стандарти з охорони праці (санітарні норми тощо), виконання яких є обов'язковим для роботодавця. Замість цього, згідно закону з охорони праці, Інститут уповноважений розробляти рекомендації для створення стандартів з охорони праці (обов'язкових для виконання роботодавцем); отримувати інформацію про безпечні рівні впливу токсичних речовин і шкідливих фізичних факторів, і проводити дослідження нових проблем, що стосуються безпеки і здоров'я. Також Інститут може проводити дослідження на робочих місцях для визначення токсичності використовуваних там матеріалів, і фінансувати подібні дослідження, що проводяться іншими організаціями з допомогою грантів, контрактів та договірних робіт. Інститут повинен працювати на тому ж рівні, що і Центри з профілактики та стримування захворювань (CDC) — але незалежно. Спочатку Інститут входив до складу Центрів з профілактики та стримування захворювань (CDC), щоби вони надавали Інституту адміністративну підтримку — до тих пір, поки Інститут не стане готовий виконувати свої обов'язки самостійно. Але Центри не відмовилися від контролю за Інститутом, і вихідні завдання закону про охорону праці, не скасовуються.
Також згідно з повноваженнями, даними Інституту Управлінням з безпеки в гірничій промисловості (Mine Safety and Health Administration, MSHA) Інститут: дає рекомендації для того, щоби на їх основі Управління з безпеки в гірничій промисловості, розробляло стандарти (обов'язкові для виконання роботодавцем); проводить медобстеження шахтарів, в тому числі флюорографію грудної клітки для виявлення пневмоконіозів, затемнення легенів (у шахтарів, які видобувають вугілля); проводить дослідження на робочих місцях — як в інших галузях промисловості (згідно Закону про охорону праці); вивчає і сертифікує засоби індивідуального захисту, засоби вимірювання шкідливих і небезпечних виробничих факторів.

## Публікації Інституту
Інститут випускає Попереджувальні інформаційні повідомлення (alerts) у випадках, коли промисловості потрібна допомога в запобіганні, рішенні і стримуванні впливів нових шкідливих виробничих факторів. У таких повідомленнях коротко повідомляється, що відомо про ризик нещасних випадків, профзахворювань і смерті.
Інститут публікує Criteria Documents. Вони містять рекомендації Інституту, що стосуються запобігання профзахворюванням і нещасним випадкам. Ці документи надходять в Управління з охорони праці і в MSHA, і враховуються там при розробці законодавства у галузі охорони праці.
Інститут аналізує нові відомості про шкідливі і небезпечні виробничі фактори, публікуючи Current Intelligence Bulletins.
Національна сільськогосподарська база з безпеки (National Agricultural Safety Database) містить публікації Інституту, повістки в суд і реферати навчальних журнальних статей, що належать до профзахворювань та нещасних випадків у сільському господарстві; оцінки смертельних випадків та засобів їх запобігання.
Програма публікацій з інформацією про смертельні випадки у виробничих умовах (Fatality Assessment and Control Evaluation (FACE)). Відомості використовуються для публікацій по окремих секторах економіки і окремих типах нещасних випадків зі смертельним наслідком.
База даних Інституту по інструментах з двигунами (NIOSH Power Tools Database). Містить дані про рівні звукового тиску, звукової потужності і вібрації у різного інструменту, перевіреного фахівцями Інституту.

## Навчальні та дослідницькі центри Інституту
Інститут підтримує роботу навчальних і дослідницьких центрів широкого профілю, що працюють в області медицини праці. У центрах проводиться навчання, готуються вчені і фахівці, і проводяться наукові дослідження. Ці центри, які розташовано в різних частинах США, встановлюють і підтримують зв'язки з науковими та профспілковими організаціями, і з промисловістю. Дослідження в цих центрах проводяться в межах створеної Інститутом Національної Професійної програми досліджень (National Occupational Research Agenda (NORA)).
Засновані 1977 року, центри забезпечують підготовку приблизно половини всіх фахівців (з рівнем вище бакалавра в галузі медицини праці та безпеки. Вони опікуються гігієною праці, (промисловою) медициною, виробничою безпекою, медициною праці та іншими питаннями. У багатьох з цих інститутів, студентам оплачується повна вартість навчання і виплачується додаткова стипендія. Центри надають підтримку місцевим комерційним організаціям, надаючи послуги за меншу ціну.
- Університет Алабами в Бірмінгемі і Обернський університет -Deep South Center for Occupational Safety & Health
- Університет Каліфорнії, Берклі
- Каліфорнійський університет в Лос-Анджелесі
- Університет Цинциннаті
- Центр Mountain & Plains ERC Колорадо
- Медичний навчальний центр Гарвардського університету («Harvard School of Public Health»)
- Іллінойський університет в Чикаго
- Університет Айови
- Університет Джонса Хопкінса
- Мічиганський університет
- Міннесотський університет
- Медичне училище в Нью-Йорку (Mount Sinai School of Medicine)
- Університет Північної Кароліни в Чапел-Хілл
- Південно-Флоридський університет
- Техаський університет
- Університет Юти — The Rocky Mountain Center for Occupational and Environmental Health
- Вашингтонський університет

## Інститут і респіраторний захист
З початку 1970-х років, Інститут проводив безперервну програму досліджень в області респіраторного захисту. Більшість досліджень проводилися для підвищення якості і надійності респіраторів за рахунок розробки нових і перегляду старих вимог до респіраторів при їх сертифікації. В області респіраторного захисту діяльність Інституту зосереджується на навчанні. Основні курси навчання, які використовуються зараз, засновано на курсі, розробленому співробітниками Інституту.
Протягом кількох десятиліть фахівці Інституту проводили дослідження респіраторів як в лабораторних, так і у виробничих умовах (див. Випробування респіраторів у виробничих умовах). Також інститут фінансував проведення подібних досліджень фахівцями інших організацій.
1973 року, Інститут і Управління з охорони праці заснували Об'єднаний Респіраторний Комітет — для розробки стандарту з вибору респіраторів і таблиць для приблизно 400 шкідливих речовин, якими переймається Управління. За допомогою підрядників з Національної лабораторії в Лос-Аламосі (LANL) і акціонерного товариства (Arthur D. Little) було розроблено таблиці для вибору респіраторів, використані потім в документах Інституту та «Кишеньковому посібнику шкідливих хімічних речовин» NIOSH/OSHA. Комітет також брав участь у розробці керівництва з вибору респіраторів 1976р, переглянутого в 1987 і 2004 роках.
Робота Інституту з сертифікації респіраторів стала прямим продовженням робіт з сертифікації шахтарських саморятувальників, що проводилися Гірським відділом (Bureu of Mines). У відповідності з законами про здоров'я і безпеки на шахтах (Coal Mine Health and Safety Act 1969 і Federal Mine Health and Safety Act 1977) NIOSH розробляв програму оцінки та сертифікації респіраторів. Вся сертифікація проводилася спільно з Управлінням з безпеки та охорони праці у гірничій промисловості (MSHA).
Зараз для сертифікації респіраторів, Інститут використовує розроблений ним стандарт з вимогами до якості ЗІЗОД (як окремо взятих пристроїв). Вимоги стандарту ґрунтуються на підсумках наукових досліджень. Згідно з вимогами цього стандарту, обов'язковою умовою отримання сертифікату, є наявність плану контролю якості. Представники Інституту мають право в будь-який час перевірити виконання плану контролю якості, і за його порушення — скасувати виданий сертифікат. Серед списку респіраторів, сертифікованих в Інституті, немає жодного ЗІЗОД, розробленого в СРСР або СНД.
Інститут також контролює якість сертифікованих респіраторів, перевіряючи якість ЗІЗОД, наявних у продажу. 2001 року, було проведено велике дослідження, яке охопило більше 40 000 організацій (які використовують респіратори) для визначення того, наскільки правильно вони вибираються та застосовуються. Це дозволило визначити, які існують проблеми в області респіраторного захисту, які потрібно вирішити.
Для навчання фахівців у галузі промислової гігієни правильного вибору й організації використання ЗІЗОД в Інституті було розроблено навчальні посібники. Підручник 1987 року, використовується для підготовки фахівців з охорони праці досі, понад 30 років. Також було розроблено посібник з вибору та організації застосування респіраторів для профілактики захворювання туберкульозом.
Через те, що респіратори — ненадійний засіб захисту (їх ефективність залежить від своєчасності застосування тощо), інститут проводить роботу щодо зменшення впливу пилу при підземному видобутку корисних копалин. Розроблені навчальні посібники щодо зниження запиленості під час видобутку вугілля, та інших корисних копалин, та інші подібні документи з конкретними рекомендаціями.
Для визначення того, чи потрібні респіратори для захисту органів дихання, і для визначення ступеня перевищення ГДК для вибору достатньо ефективних типів респіраторів, важливо правильно визначити забрудненість повітря в зоні дихання робітників. Для цього в NIOSH розробили Посібник з вимірювання концентрації шкідливих речовин у повітрі.

## Навчальні посібники і керівництва з охорони праці

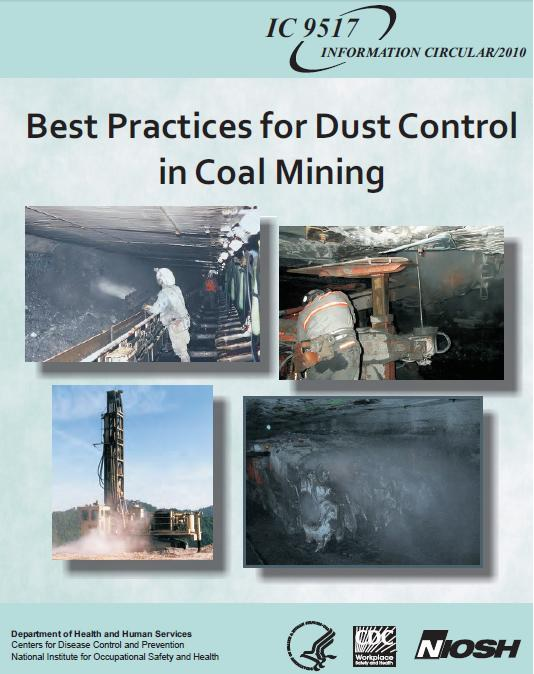
Керівництво щодо зниження концентрації пилу у вугільних шахтах 2010р

1. 1 2  Miller J.D. NIOSH Respirator Decision Logic. Cincinnati, Ohio: DNNS (NIOSH), 1976
2. 1 2   Ненсі Боллінджер, Роберт Шюц. NIOSH Guide to Industrial Respiratory Protection NIOSH, 1987 р. Переклад: Керівництво NIOSH щодо застосування респіраторів в промисловості (рус.) Wiki (рус.)
3. 1 2  Ненсі Боллінджер: Керівництво по вибору респіраторів NIOSH, 2004 р. Є переклад: Керівництво по вибору респіраторів. 2004 (рус.) Wiki (рус.)
4. ↑  Лінда Розенсток Керівництво Національного інституту охорони праці (NIOSH) по профілактиці туберкульозу в медустановах 1999 (рус.) Wiki (рус.)
5. ↑   F. Jay Colinet, James P. Rider, Jeffrey M. Listak, John A. Organiscak and Anita L. Wolfe. Best Practices for Dust Control in Coal Mining National Institute for Occupational Safety and Health. Pittsburgh, PA; Spokane, WA. DHHS (NIOSH) Publication No. 2010—110 2010p, 84 c.
6. ↑   Andrew B. Cecala, Andrew D. O'Brien, Joseph Schall et al. Dust Control Handbook for Industrial Minerals Mining and Processing National Institute for Occupational Safety and Health. Pittsburgh, PA; Spokane, WA. DHHS (NIOSH) Publication No. 2012—112 2012p, 312 c. Є переклад: Руководство по защите от пыли при добыче и переработке полезных ископаемых. NIOSH 2012г PDF (рус.) Wiki (рус.)
7. ↑   Nelson A. Leidel, Kennet A. Busch and Jeremiah R. Lynch. NIOSH Occupational Exposure Sampling Strategy Manual DHHS (NIOSH) Publication Number 77-173, Cincinnati, Ohio. NIOSH, 1976p, 150 c. Документ однозначно показує, що вимірювання забрудненості повітря «робочої зони» (1.5 м від підлоги) може сильно знизити реальну забрудненість повітря в зоні дихання (25 см від обличчя) — додаток З с. 77-79.